# Gozón
Gozón település Spanyolországban, Asztúria autonóm közösségben. Gozón Corvera de Asturias, Avilés és Carreño községekkel határos. Lakosainak száma 10 405 fő (2024).

## Népesség
A település népessége az utóbbi években az alábbiak szerint változott:
| Lakosok száma | 11 123 | 10 744 | 10 723 | 10 738 | 10 763 | 10 675 | 10 440 | 10 333 | 10 433 | 10 405 |
|               | 2001   | 2004   | 2007   | 2009   | 2012   | 2014   | 2017   | 2019   | 2022   | 2024   |